# Муди, Джон (футболист)
Джон Му́ди (англ. John Moody; 10 ноября 1903 — 23 апреля 1963) — английский футболист, вратарь.

## Футбольная карьера
Уроженец Шеффилда, Джон Муди начал футбольную карьеру в клубе «Хатерседж», выступавшем в Любительской лиге Шеффилда. В августе 1925 года перешёл в лондонский «Арсенал». Дебютировал в основном составе 4 мая 1927 года в выездном матче против «Бери». Всего провёл 6 матчей в основном составе лондонского клуба, а в мае 1928 года перешёл в «Брэдфорд Парк Авеню».
Проведя два сезона в составе «Брэдфорд Парк Авеню», в 1930 году Муди перешёл в «Донкастер Роверс». В феврале 1932 года стал игроком «Манчестер Юнайтед». Его дебют в основном составе «Юнайтед» состоялся 26 марта 1932 года в матче Второго дивизиона против «Олдем Атлетик». Провёл в составе «Манчестер Юнайтед» два сезона, сыграв 50 матчей в лиге и ещё один матч в Кубке Англии. В сезоне 1932/33 провёл за команду все без исключения матчи в чемпионате и в Кубке Англии, однако по окончании сезона по непонятным причинам покинул команду. После его ухода из клуба в следующем сезоне «Юнайтед» пропустил 85 мячей (а Муди в составе «Честерфилда» пропустил только 42 мяча, что стало лучшим результатом команды в Футбольной лиге).
В августе 1933 года стал игроком «Честерфилда», за который выступал вплоть до 1939 года, когда официальные турниры были прекращены в связи с началом войны.